# Montaña Clara
Montaña Clara (Spaanse betekenis: Lichtgekleurde berg) is een van de kleine eilanden in de eilandengroep de Canarische Eilanden. Binnen deze groep die in de Atlantische Oceaan ligt, hoort Montaña Clara bij de archipel Chinijo.
In het zuiden ligt La Graciosa 2 kilometer van Montaña Clara af. Het eiland heeft een oppervlakte van 1.33 km² en het hoogste punt ligt op 256 meter boven zeeniveau. Vanwege het grote aantal zeevogels dat op Montaña Clara komt, is het eiland onderdeel van nationaal park van Chinijo.
In augustus 2007 werd het onbewoonde eiland door de erfgenamen van Mariano López Socas, die burgemeester was van een plaats op Lanzarote, te koop aangeboden voor de prijs van 9 miljoen euro.